# Tropismo tisular
El tropismo tisular de un virus o bacteria es la afinidad que ese virus tiene a un tejido específico del hospedero.
La distribución de un virus en un tejido del huésped es un proceso determinado por varios factores como la presencia de receptores de ese virus, la tasa de replicación viral, la tasa de mutación y la susceptibilidad del huésped. La afinidad que el virus tiene al tejido también está influenciada por citoquinas o por proteínas solubles que pueden contrarrestar la respuesta del huésped.

## Ejemplo
El adenovirus porcino de tipo 3 demuestra afinidad a células epiteliales columnares mientras que los adenoviruses bovinos tienen afinidad a células endoteliales capilares.